# Ceratina lunata
Ceratina lunata is een vliesvleugelig insect uit de familie bijen en hommels (Apidae). De wetenschappelijke naam van de soort is voor het eerst geldig gepubliceerd in 1905 door Friese.
De diersoort komt voor in Zimbabwe.